# 어드밴스 워즈: 데이즈 오브 루인
《어드밴스 워즈: 데이즈 오브 루인》은 인텔리전트 시스템즈가 개발하고 닌텐도가 배급한 턴제 전략 비디오 게임이다. 《어드밴스 워즈: 듀얼 스트라이크 (2005)》에 이어서 출시된 《워즈》 시리즈 두 번째 닌텐도 DS 전용 게임이다. 유럽에선 《어드밴스 워즈: 다크 컨플릭트》라는 제목으로 출시됐다. 일본 지역에선 본래 발매되려 했으나 여러 차례 연기 끝에 취소됐고, 이후 2013년에 닌텐도 3DS 플랫폼으로 클럽 닌텐도 전용 보상으로 다운로드받을 수 있는 형태로 발매됐다. 일본판 제목은 《패미컴 워즈 DS: 로스트 라이트》이다.
《데이즈 오브 루인》은 전작 《듀얼 스트라이크》까지 이어진 설정을 무시하며, 좀더 어둡고 심각한 종말 이후 세계관을 배경으로 한 리부트 작품이다. 전세계에 들이닥친 운석충돌으로 멸망한 국가 루비넬의 잔병 제12대대를 주축으로 진행되며, 재해 이전 전쟁을 벌이던 국가 라즈리아와의 계속되는 갈등, 각지에서 발생하는 의문의 불치병, 그리고 전지구 국가전복 사태를 기회삼으려는 미지의 집단을 둘러싼 이야기를 다룬다.

## 반응
《어드밴스 워즈: 데이즈 오브 루인》은 리뷰 애그리게이터 웹사이트 메타크리틱과 게임랭킹즈에서 각각 100점 만점에 86점, 85.37점을 기록해 "대체적으로 긍정적인 평가"를 받았다.

## 참조

### 내용주
1. ↑  영어: Advance Wars: Days of Ruin
2. ↑  영어: Advance Wars: Dark Conflict
3. ↑  일본어: ファミコンウォーズDS 失われた光